# Moshe Rudolf Bloch
Moshe Rudolf Bloch (en hebreo: משה רודולף בלוך‎) (Ústí nad Labem, Imperio austrohúngaro, 2 de agosto de 1902-Kfar Saba, Israel, 19 de febrero de 1985) fue un científico israelí galardonado con el Premio Israel de Ciencias de la vida en 1966.

## Biografía
Nacido en 1902 en la ciudad de Ústí nad Labem, Bohemia, Austria-Hungría, se doctoró en la Universidad de Berna. Su tesis doctoral trató el tema "Rango de absorción de compuestos de tipos de tierras raras".
En 1926, se convirtió en jefe del departamento de metalografía y espectrografía de rayos X en la Technische Hochschule en Karlsruhe en Alemania. Sus actividades incluyeron trabajos sobre la cristalización del yoduro de plata y la formación del núcleo cristalino, así como también en la tecnología de refrigeración, con experimentos sobre la prevención del superenfriamiento del agua.
Tras el ascenso del régimen nazi al poder, Bloch se fue a los Países Bajos e Inglaterra y continuó su investigación en tecnología de refrigeración. En 1936, se reunió con el ingeniero de las Obras del Mar Muerto, Novomaisky, y fue invitado por este a convertirse en investigador jefe de las fábricas, y a unirse a los planificadores de la planta de potasa que se establecería en ese momento. Bloch aceptó la oferta y sirvió hasta su retiro en 1973.
Durante estos años, desarrolló métodos para aumentar la producción y estudiar la potasa, el bromo, la sal de cocina y otras sustancias. A partir de la década de 1960, Bloch comenzó a estudiar el Mar Muerto en sí: la influencia de la atmósfera en la región, la influencia de la región en los asentamientos y los problemas del salobre en general.
Bloch también se ha desempeñado como consultor para empresas de todo el mundo en procesos de fabricación relacionados con el uso de agua salada y ósmosis. En la década de 1950, patentó la construcción de piscinas solares para la producción de electricidad mediante la supresión de conductores de calor en depósitos de energía solar. Otro sistema para el uso de energías alternativas se refería al uso de un gradiente de gas pesado para fines industriales.
En sus últimos años de trabajo, Bloch estudió el proceso de formación de petróleo y trabajó para establecer un proyecto artificial para producir petróleo en lagunas que contienen lufitas y algas ricas en proteínas. Estos experimentos se llevaron a cabo conjuntamente con Ben-Zion Ginsberg, y condujeron a altas producciones de petróleo.
Después de su retiro, Bloch fue investigador en el Instituto Max Planck en Heidelberg, donde pasó unos seis meses cada año, dedicando su tiempo al estudio de fenómenos cósmicos como las influencias de los cometas, así como a la producción artificial de meteoritos a partir del hierro. En Israel, Bloch fue responsable de investigar y desarrollar procesos y productos de energía solar provenientes del Mar Muerto y fue uno de los fundadores y director del Instituto de Investigación del Desierto de la Universidad Ben-Gurión del Néguev. Se convirtió en un hombre muy destacado en la energía solar israelí.

## Premios y distinciones
- En 1966, Bloch fue galardonado con el Premio Israel de Ciencias de la vida.[5]
- En 1966, también recibió el Premio del Instituto Weizmann de Ciencias.[2]
- En 1969 obtuvo la membresía de la Academia de Ciencias y Humanidades de Israel.[1]
- En el Instituto Weizmann de Ciencias fue galardonado con un doctorado honorario.
- En la Universidad Ben-Gurion fue miembro honorario.